# Hermann Grewer
Hermann Bernhard Grewer (* 6. Juni 1943 in Braunschweig) ist ein deutscher Spediteur.

## Werdegang
Grewer wurde als Sohn eines Transportunternehmers geboren. Sein Vater hatte sich auf den Spezialtransport von Quarzsanden spezialisiert. Nach dessen frühem Tod führte zunächst die Mutter den Betrieb weiter. Hermann Grewer studierte an den Universitäten in München und Karlsruhe Maschinenbau und übernahm 1969 die Leitung der familieneigenen Spedition. Er erschloss als eines der ersten Unternehmen in Europa den Transport technischer Gase als Geschäftsfeld und baute den Betrieb kontinuierlich aus. 2005 umfasste er 260 Mitarbeiter und 140 Lkws.
Von 1989 bis 2017 war er Vorsitzender des Verbandes Verkehrswirtschaft und Logistik Nordrhein-Westfalen (VVWL) und wurde im November 2017 aufgrund seiner Lebensleistung für die Logistik zum Ehrenvorsitzenden des VVWL ernannt. Von 1995 bis Oktober 2012 war er Präsident des Bundesverbandes Güterkraftverkehr, Logistik und Entsorgung und von 1997 bis 2003 Präsident der Sektion Güterverkehr sowie Vizepräsident der International Road Transport Union (IRU).

## Ehrungen
- 2008: Verdienstkreuz am Bande der Bundesrepublik Deutschland
- 2013: Verdienstkreuz 1. Klasse der Bundesrepublik Deutschland